# Acanthagrion obsoletum
Acanthagrion obsoletum – gatunek ważki z rodziny łątkowatych (Coenagrionidae). Występuje w zachodniej Ameryce Południowej – od Kolumbii przez Ekwador i Peru po Boliwię.